# Helena Sabaj
Helena Sabaj, po mężu Górska (ur. 4 sierpnia 1960 w Radomyślu Wielkim) – polska lekkoatletka specjalizująca się w biegach średniodystansowych i biegach długich, medalistka mistrzostw Polski.

## Kariera sportowa
Była zawodniczką Stali Mielec.
Na mistrzostwach Polski seniorów zdobyła cztery medale, w tym dwa srebrne w biegu na 5000 metrów (1988 i 1989), brąz w biegu na 3000 metrów w 1985 i brąz w biegu na 5000 m w 1985. W halowych mistrzostwach Polski seniorów zdobyła trzy medale: srebrny w biegu na 3000 metrów w 1986 i brązowy w biegu na 1500 metrów w 1984.
W latach 90. wyjechała do USA. Jej mąż Marian był w młodości piłkarzem Błekitnych Kielce
Rekordy życiowe:
- 800 m – 2:07,73 (25.07.1984)
- 1500 m – 4:17,16 (2.08.1985)
- 3000 m – 9:15,25 (11.06.1988)
- 5000 m - 16:09,24 (20.06.1989)
- 10 000 m - 33:42,88 (30.07.1988)
- maraton - 2:46:26 (21.10.1990)